# Пилва
Пилма (на руски: Пильва) е река в Пермски край на Русия, ляв приток на Кама (ляв приток на Волга). Дължина 214 km. Площ на водосборния басейн 2020 km².
Река Пилва се образува на 156 m н.в. от сливането на двете съставящи я реки Северна Пилва (42 km, лява съставяща) и Южна Пилва (41 km, дясна съставяща) в най-северната част на Пермски край. Двете съставящи реки водят началото си от силно заблатени местности по южния склон в източната част на възвишението Северни Ували, в южната част на Република Коми. По цялото си протежение тече предимно в южна посока в почти безлюдни райони в широка и плитка долина, обрасла с гъста смърчова тайга, в която силно меандрира. Влива се отляво в река Кама (ляв приток на Волга), при нейния 1056 km, на 114 m н.в., в най-северната точка от течението на Кама. Има смесено подхранване с преобладаване на снежното с ясно изразено пролетно пълноводие. Среден годишен отток около 20 m³/s. Заледява се през първата половина на октомври, а се размразява през 2-рата половина на април. В средното ѝ течение е разположено единственото постоянно населено място село Пилва.